# La polvere degli angeli
La polvere degli angeli (A Force of One) è un film del 1978 diretto da Paul Aaron. e interpretato da Jennifer O'Neill, Ron O'Neal, Clu Gulager, Bill Wallace e Chuck Norris.

## Trama
C'è una nuova banda di spacciatori di droga in città e la squadra narcotici di San Diego vede i suoi membri morire misteriosamente per mano di un killer che apparentemente non usa nessuna arma. La sola ipotesi credibile vuole che debba trattarsi di un esperto in arti marziali, e perciò c'è un'unica soluzione: ingaggiare un atleta altrettanto esperto, che aiuti la squadra ad indagare sulla faccenda e a difendersi appropriatamente. Matt Logan è la persona giusta per l'incarico, ma il momento è dei meno propizi: lo attende infatti la partecipazione a un torneo molto importante, per il quale la città viene improvvisamente invasa dai migliori karateka del mondo, aumentando tantissimo il numero dei sospetti.

## Curiosità
- Il ragazzo biondo sui pattini ad inizio film è Mike Norris, figlio di Chuck.